# 2002 (canção)
"2002" é uma canção da cantora e compositora inglesa Anne-Marie. Co-escrita com Steve Mac, Ed Sheeran, Julia Michaels e Benjamin Levin. Ela foi lançada em 20 de abril de 2018 como o sexto single do seu álbum de estréia, Speak Your Mind (2018). Outras pessoas oficialmente creditadas como co-escritores são Andreas Carlsson, George Clinton, El DeBarge, Randy DeBarge, Jay E, Ice-T, Etterlene Jordan, Kristian Lundin, Max Martin, Nelly, Alphonso Henderson, Jake Schulze e City Spud, devido à co-escrita ou sendo sampleado em uma das músicas referenciadas no refrão.
A música estreou no número 8 no Reino Unido, tornando-se o quarto hit top 10 de Anne-Marie no Reino Unido, antes de subir para o terceiro lugar, tornando-se a música mais bem sucedida de Anne-Marie como artista principal.

## Antecedentes
"2002" é uma balada sobre o amor de uma infância romântica de Anne-Marie, que ocorreu no ano titular. Ela escreveu a música com Ed Sheeran, Julia Michaels, Benny Blanco e Steve Mac. Em uma entrevista à revista polonesa de música luvPOP, Anne-Marie explicou a canção: "É tudo sobre aquele ano, quando eu tinha essa idade apenas ouvindo aquela música que eu amava naquela época. Você sabe, Christina Aguilera, Missy Elliott. Todas essas músicas... Sim, isso me leva de volta a esse tempo."
Logo de início, Marie não planejava lançá-la como single, até que ela cedeu à constante insistência de Sheeran no Instagram para mostra-la para o mundo. O início do refrão da canção, "Oops I got 99 problems singing bye, bye, bye / Hold up, if you wanna go and take a ride with me / Better hit me, baby, one more time", referência a cinco canções populares a partir da década de 1990/início da década de 2000: "...Baby One More Time", "99 Problems", "Bye Bye Bye", "Ride wit Me", "Oops!... I Did It Again".
O lyric video da faixa foi liberado no canal oficial da cantora no YouTube no dia 20 de Abril de 2018.

## Vídeo musical
O videoclipe oficial foi dirigido por Hannah Lux Davis, que também dirigiu o vídeo do single anterior de Anne-Marie, "Friends". De acordo com Anne-Marie, o clipe foi filmado "em algum lugar em Londres". O vídeo oficial da faixa foi lançado na conta oficial de Marie no YouTube no dia 8 de Maio de 2018.
No clipe, Marie narra uma história de um crush que ela tem no colégio e para mostrar esse romance, ela faz uma homenagem ao clipe de “...Baby One More Time” da Britney Spears. Os enquadramentos, o cabelo, a maquiagem, o figurino, a coreografia… Tudo uma homenagem à princesa do pop. O clipe também conta com uma homenagem ao clipe de “Bye Bye Bye” do 'N Sync, ao vídeo de “99 Problems” do Jay-Z e ao “Ride With Me” do Nelly.

## Lista de faixas
| Acoustic |                   |         |  |
| N.º      | Título            | Duração |  |
| 1.       | "2002" (Acoustic) | 3:31    |  |

| Saweetie & Ms Banks Remix |                                    |         |  |
| N.º                       | Título                             | Duração |  |
| 1.                        | "2002" (Saweetie & Ms Banks Remix) | 3:46    |  |

| Remix EP       |                          |         |  |
| N.º            | Título                   | Duração |  |
| 1.             | "2002" (Jay Pryor Remix) | 3:03    |  |
| 2.             | "2002" (BKAYE Remix)     | 3:07    |  |
| 3.             | "2002" (KREAM Remix)     | 2:43    |  |
| Duração total: | Duração total:           | 8:53    |  |

## Desempenho nas paradas musicais
| Paradas musicais (2018)                         | Melhor posição |
| ----------------------------------------------- | -------------- |
| O campo songid é OBRIGATÓRIO PARA PARADA ALEMÃ  | 72             |
| Austrália (ARIA)                                | 4              |
| Áustria (Ö3 Austria Top 75)                     | 50             |
| Bélgica (Ultratip Bubbling Under de Flandres)   | 1              |
| Canadá (Canadian Hot 100)                       | 55             |
| Coreia do Sul International (Gaon)              | 66             |
| Croácia Airplay (HRT)                           | 87             |
| Escócia (Scottish Singles Chart)                | 3              |
| Eslováquia (Singles Digitál Top 100)            | 24             |
| Estados Unidos (Bubbling Under Hot 100 Singles) | 21             |
| Grécia International Digital (IFPI Greece)      | 41             |
| Hungria (Stream Top 40)                         | 20             |
| Irlanda (IRMA)                                  | 2              |
| Letônia (Latvijas Top 40)                       | 27             |
| Malásia (RIM)                                   | 18             |
| Noruega (VG-lista)                              | 53             |
| Nova Zelândia Heatseekers (RMNZ)                | 13             |
| Portugal (AFP)                                  | 59             |
| Singapura (RIAS)                                | 5              |
| Suécia (Sverigetopplistan)                      | 58             |
| Suíça (Schweizer Hitparade)                     | 45             |
| Reino Unido (UK Singles Chart)                  | 3              |
| República Checa (Singles Digitál Top 100)       | 25             |

## Certificações
| País                                                                        | Certificação | Certificações e vendas |
| --------------------------------------------------------------------------- | ------------ | ---------------------- |
| Reino Unido (BPI)                                                           | Ouro         | 400,000^               |
| ^apenas com base na certificação ‡vendas+streaming com base na certificação |              |                        |